# Them Crooked Vultures (Album)
Them Crooked Vultures ist das Debütalbum der gleichnamigen Supergroup Them Crooked Vultures. Es wurde am 13. November 2009 veröffentlicht.

## Hintergrund
Dave Grohl, Sänger und Gitarrist der Rockband Foo Fighters und John Paul Jones lernten sich 2005 bei einer Preisverleihung kennen; Jones bekam von Grohl einen Lifetime Achievement Award verliehen. Bereits damals kam ihm die Idee einer Kollaboration der beiden Musiker mit dem musikalischen Leader der Rockformation Queens of the Stone Age Josh Homme. Homme und Grohl hatten bereits auf dem hochgelobten Queens-of-the-Stone-Age-Album Songs for the Deaf zusammengearbeitet. Auf seinem Geburtstag im Jahr 2009 arrangierte Grohl ein Treffen zwischen Jones und Homme. Dabei entstanden erste Pläne für ein gemeinsames Musikprojekt. Publik gemacht wurde die Zusammenarbeit Anfang Juli von der Spinnerette-Frontfrau Brody Dalle, kurz darauf gab Jesse Hughes (Eagles of Death Metal) den Bandnamen bekannt. Als Albumtitel wurde aufgrund einer Meldung auf der Bandhomepage Never Deserved the Future vermutet.
Vor der Veröffentlichung des Albums stellten Them Crooked Vultures auf ihre YouTube-Seite Promotion-Clips von Auszügen einiger Songs. Die erste Single New Fang wurde am 26. Oktober 2009 in voller Länge vorgestellt; das ganze Album gab es drei Tage vor dem Erscheinungstermin offiziell im Internet zu hören.
Aufgenommen und abgemischt wurde Them Crooked Vultures von Alan Moulder. Brian Gardner masterte das Album, die Gestaltung des Artworks übernahm Liam Lynch.

## Stil
Die auf Them Crooked Vultures zu hörende Musik basiert in großen Teilen auf improvisierten Jam-Sessions. Die Grundidee für einen Song kam meistens von Homme, auf dieser baute die Band dann auf. Die Melodie wird zumeist von einem Gitarren-Riff vorgegeben, durch instrumentale Breaks innerhalb der Stücke aber oft auch verändert. Die Musikzeitschrift Rolling Stone bezeichnete den musikalischen Stil des Albums als „bluesgeerdeten Hard Rock“, in der Tradition von Led Zeppelin, aber auch von Hommes’ Stoner-Rock-Wurzeln.
Die von Homme geschriebenen Texte des Albums sind zumeist düster gehalten. Liebesbeziehungen sind das bestimmende Thema, viele Inhalte sind aber auch frei assoziierbar.

## Titelliste
1. No One Loves Me & Neither Do I – 5:10
2. Mind Eraser, No Chaser – 4:06
3. New Fang – 3:48
4. Dead End Friends – 3:15
5. Elephants – 6:49
6. Scumbag Blues – 4:27
7. Bandoliers – 5:42
8. Reptiles – 4:15
9. Interlude with Ludes – 3:44

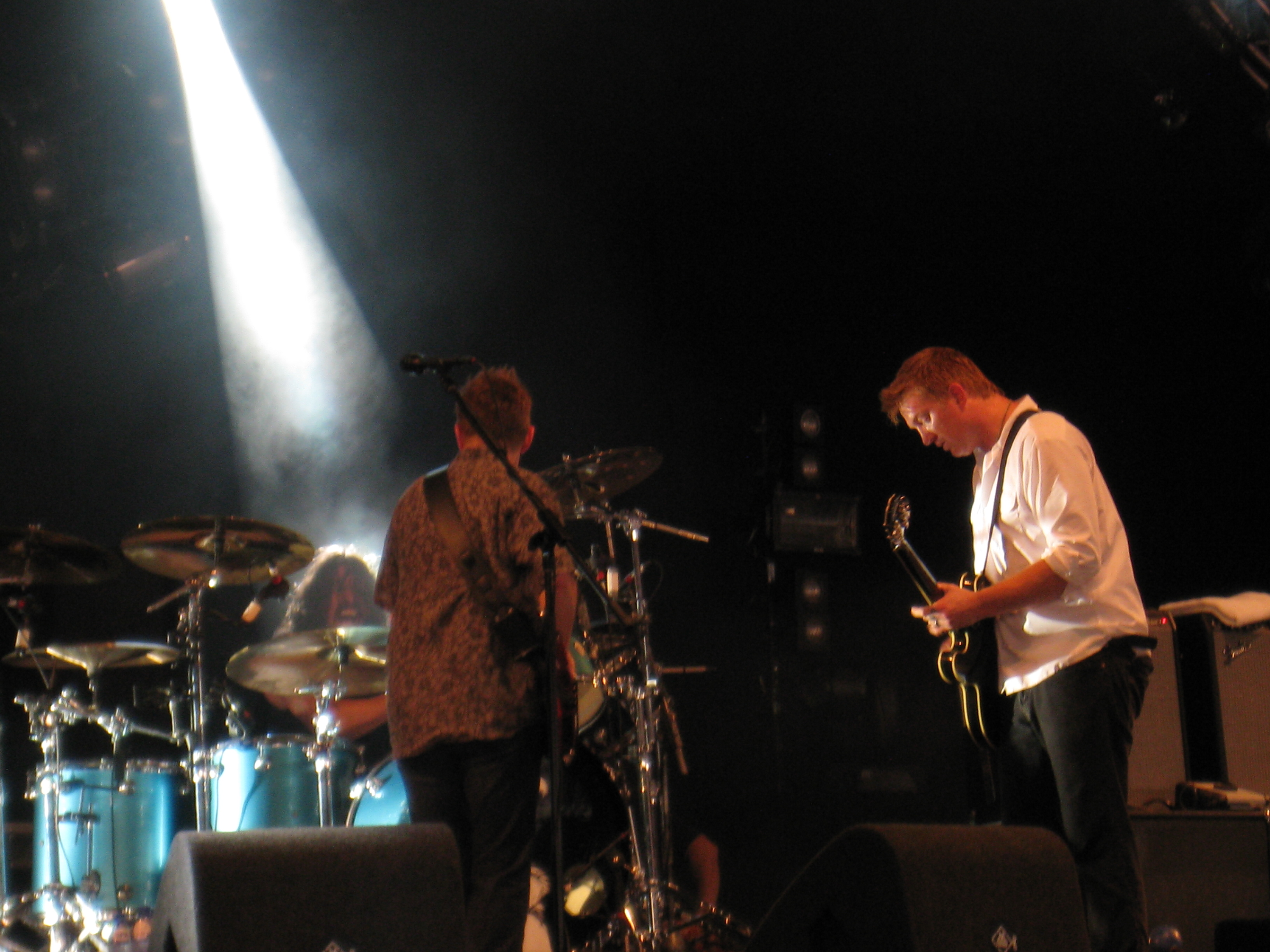
Them Crooked Vultures 2009 auf dem Lowlands-Festival.

10. Warsaw or the First Breath You Take After You Give Up – 7:50
11. Caligulove – 4:55
12. Gunman – 4:46
13. Spinning in Daffodils – 7:28

Weitere Editionen
1. 14. No One Loves Me & Neither Do I (Live) – 5:46
2. 15. Gunman (Live) – 4:59

Beide Live-Titel nur durch iTunes erwerblich: Titel 14 als regulärer Bonus-Track.

## Kritiken
Them Crooked Vultures wurde überwiegend positiv bis sehr positiv aufgenommen. Zur Beschreibung des Klanges zogen die meisten Kritiker die Bands, in denen Grohl, Homme und Jones spielten bzw. immer noch spielen, als Referenz heran; vor allem die Musik von Led Zeppelin, deren Bassist Jones war, diente oft als Vergleich.
So fühlte sich Frank Schäfer, Autor des deutschen Rolling Stone, von einigen Stücken an die Hard-Rock-Band aus den 1970er Jahren erinnert, beispielsweise klinge Elephants „beinahe wie eine Led-Zep-Collage“. Zudem wären die meisten Stücke des Albums „auch auf den letzten Alben von Queens of the Stone Age nicht sonderlich aufgefallen“. Trotzdem seien die Musiker keine Epigonen ihrer eigenen Gruppen: „Hier wird kein Stil geklont, sondern neu interpretiert“. Schäfer befürchtete allerdings, dass Them Crooked Vultures eine eher kurze Halbwertszeit haben werde und bewertete das Album mit drei von fünf möglichen Punkten.
Der Kritiker Stephen Thomas Erlewine des Portals Allmusic fühlte sich von Them Crooked Vultures am ehesten an Hommes musikalische Projekte erinnert, lobte aber das gelungene Zusammenspiel der drei; die Chemie zwischen ihnen stimme. Das Album sei „klassizistisch, abenteuerlich und unbestreitbar spannend“, weshalb es vier von fünf möglichen Punkten erhielt.
Für das E-Zine laut.de bewertete Eberhard Dobler das Album ebenfalls mit vier von fünf Punkten und betont die Fähigkeiten der einzelnen Mitglieder als Instrumentalisten, Songwriter und Vokalisten. Prägend sei „das Verschmelzen unterschiedlicher Soundcharaktere, Tempi- und Rhythmuswechsel“. Dabei sei die Musik aber selbst in den längeren Psychedelic-Stücken direkter als „prätentiöse Rockopern“.
Der stern vergab die Höchstwertung an Them Crooked Vultures. Das Album klinge „wie der vertonte Generationenvertrag der Rockmusik“.

## Kommerzieller Erfolg

### Chartplatzierungen
Them Crooked Vultures konnte sich weltweit in den Charts von 17 verschiedenen Ländern platzieren. Die höchste Platzierung verbuchte das Album in Neuseeland mit Rang 2. Weitere Top-Ten-Platzierungen gab es in Australien, Belgien, Norwegen, den Niederlanden und der Schweiz. In die deutschen Albumcharts stieg es auf Platz 13 ein.
Die erste Single New Fang erreichte Platz 39 in den kanadischen Charts. Die zweite Auskopplung Mind Eraser, No Chaser konnte sich nicht in den Charts platzieren.
| ChartsChartplatzierungen       | Höchstplatzierung | Wochen |
| ------------------------------ | ----------------- | ------ |
| Deutschland (GfK)              | 13 (12 Wo.)       | 12     |
| Österreich (Ö3)                | 25 (5 Wo.)        | 5      |
| Schweiz (IFPI)                 | 10 (8 Wo.)        | 8      |
| Vereinigte Staaten (Billboard) | 12 (24 Wo.)       | 24     |
| Vereinigtes Königreich (OCC)   | 13 (20 Wo.)       | 20     |

### Auszeichnungen für Musikverkäufe
| Land/Region                  | Auszeichnungen für Musikverkäufe (Land/Region, Auszeichnung, Verkäufe) | Verkäufe |
| ---------------------------- | ---------------------------------------------------------------------- | -------- |
| Australien (ARIA)            | Gold                                                                   | 35.000   |
| Kanada (MC)                  | Platin                                                                 | 80.000   |
| Neuseeland (RMNZ)            | Platin                                                                 | 15.000   |
| Vereinigtes Königreich (BPI) | Gold                                                                   | 100.000  |
| Insgesamt                    | 2× Gold · 2× Platin ·                                                  | 230.000  |

## Tournee
Bereits im August 2009 spielten Them Crooked Vultures auf mehreren Musikfestivals, vereinzelt gaben sie aber auch eigene Konzerte. Im Oktober begab die Band sich auf eine bis Februar 2010 (sowie zwei weitere Termine im April) dauernde Welttournee namens Deserve the Future Tour, die sie Anfang Dezember 2009 auch nach München, Berlin und Köln führte. Unterstützt wurde sie auf der Tournee vom Musiker Alain Johannes, der auch an den Aufnahmen des Albums beteiligt war. Als Vorgruppe trat Troy Van Leeuwens Band Sweethead auf.